# Tivolibrücke (München)

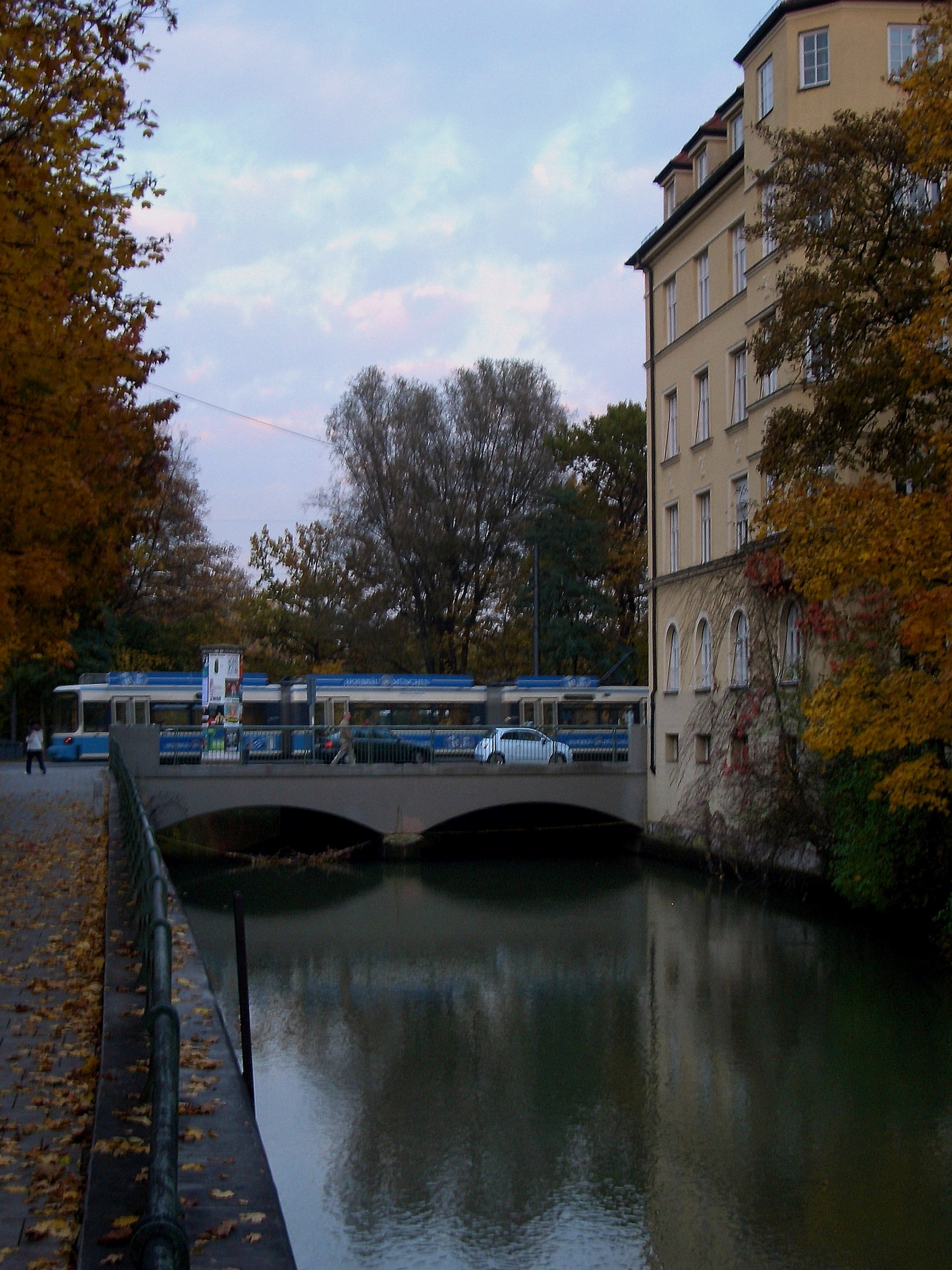
Tivolibrücke von Süden

Die Tivolibrücke ist eine Brücke über den Eisbach in München. Der Name Tivolibrücke wird aber auch als Alternativbezeichnung für die Max-Joseph-Brücke verwendet, die über die Isar führt und in deren Verlängerung die Brücke über den Eisbach liegt.

## Lage
Die Tivolibrücke liegt an der Stelle, an der die Tivolistraße, die die Grenze zwischen den Stadtbezirken Altstadt-Lehel und Schwabing-Freimann bildet, über den Eisbach führt. Dort bildet sie einen Eingang in den Englischen Garten.

## Geschichte und Namensherkunft

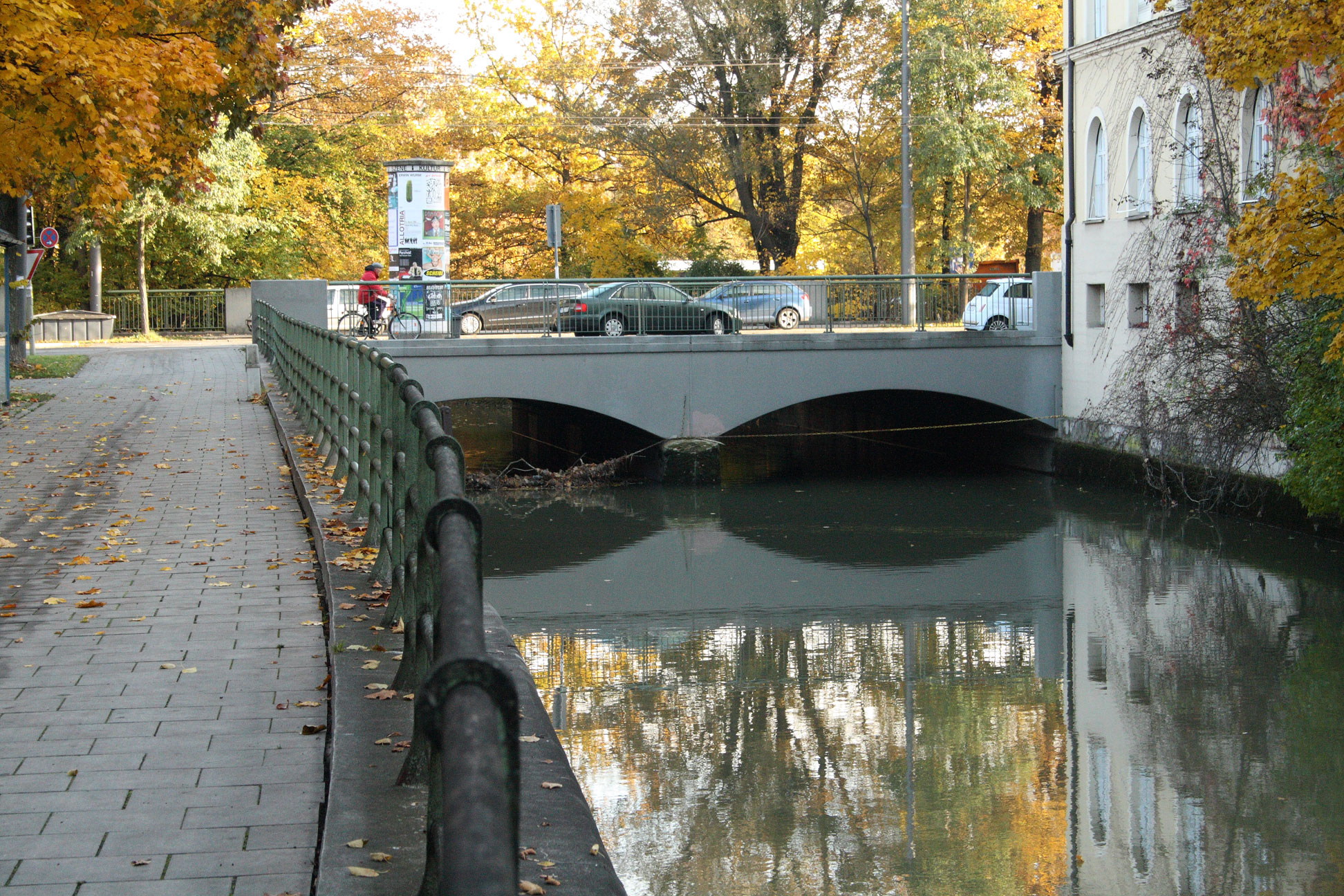
Tivolibrücke von Süden

Schon 1804, als die Bogenhausener Brücke als Vorgängerbau der Max-Joseph-Brücke errichtet wurde, wurde in deren Verlängerung eine einfache Holzbrücke über den Eisbach errichtet. Sie bestand bis 1906 und wurde später durch eine Steinbrücke ersetzt. Ab 1830 bis 1923 befand sich in der Nähe – zwischen Eisbach und Isar – die Ausflugsgaststätte Zum Tivoli mit  Kaffeehaus, Karussell, Schwimmbad und Eislaufbahn, benannt nach der Stadt Tivoli östlich von Rom. Die Gaststätte war auch Namensgeber für das umgebende Stadtviertel Tivoli. Zuvor hatte das Gelände dem königlichen bayrischen und württembergischen Hofbanquier Raphael Kaulla (1763–1828), dem Vater von Nanette Kaulla gehört. 1978 wurde die heutige Brücke errichtet.

## Beschreibung
Die Tivolibrücke ist eine Bogenbrücke aus Stahlbeton, die den Eisbach mit zwei niedrigen Bögen überspannt. Die Spannweite beider Bögen beträgt 8,50 m, die Gesamtlänge der Brücke ist 17 m. Über die Brücke führt eine Straße mit Parkstreifen, Gehwegen und einer Straßenbahntrasse in der Mitte. Daraus ergibt sich eine Gesamtbreite der Brücke von 27,30 m. 